# Hexatoma (Eriocera) gracilis
Hexatoma (Eriocera) gracilis is een tweevleugelige uit de familie steltmuggen (Limoniidae). De soort komt voor in het Neotropisch gebied.